# Baie Eskwaskwakamak
Baie Eskwaskwakamak är en vik i Kanada.   Den ligger i provinsen Québec, i den sydöstra delen av landet, 400 km norr om huvudstaden Ottawa.
Trakten runt Baie Eskwaskwakamak är nära nog obefolkad, med mindre än två invånare per kvadratkilometer.